# Martin Knoller
Martin Knoller, avstrijski slikar, * 18. november 1725, Steinach am Brenner, † 24. julij 1804, Milano.
Knoller velja za enega izmed najboljših slikarjev fresk svojega časa v celotnem južnem nemškem in avstrijskem prostoru.

## Življenje
Martin Knoller prihaja iz Steinach am Brenner. Njegov najpomembnejši učitelj je bil Paul Troger, s katerim je odšel v Salzburg in na Dunaj. Knoller se pojavlja predvsem kot slikar fresk in tabelni slikar. Svojo prvo fresko je ustvaril leta 1754 v župnijski cerkvi Anras na Tirolskem, še vedno pod vplivom Paula Trogerja
Leta 1755 je odšel v Rim, kjer je nanj močno vplival klasicizem. Njegova učitelja sta bila Rafael Mengs in Johann Winckelmann. Knoller je v svojih delih razpet med barok, rokoko in klasicizem, v tabelnem slikarstvu je imel veliko bolj klasicističen pristop kot pri freskah.
Njegov velik pokrovitelj je bil Karl Joseph grof Firmian, ki je prebival kot lombardski minister v Milanu. Knoller je zanj ustvaril številna dela. Leta 1760 - 1765 je preživel v Rimu. V poletnih mesecih je večkrat slikal freske na Tirolskem in na Bavarskem.
Knoller je bil poročen s hčerko milanskega trgovca. V Milanu je postal profesor na Akademiji. Tam je umrl leta 1804.
Pri Martinu Knollerju pogosto obstajajo skupine figur, od katerih pa je vedno jasno razmejena ena sama v ospredju. Značilnost so jasne, sveže barve, kar je razvidno zlasti pogosto iz sijočih oblačil. Baročna slika je sestavljena iz številnih gibajočih figur v skupinah, ki določajo eno sliko, vendar je posameznik v ospredju. V njegovi umetnosti se napoveduje hladnejši klasicizem. Barve so manj močne, figure so premišljeno sestavljene, jasne in jedrnate. Nimajo baročnega patosa. V svoji arhitekturi je mojster perspektive. Obožuje figure v nenavadnih pogledih in položajih. Lepoto mu pomeni jasnost barv in figurativnost.
Leta 1953 je bila po njem imenovana ulica Knollergasse v mestu Dunaj Donaustadt (22. okraj).

## Delo

### Freske
- Župnijska cerkev v Anrasu v Osttirol (1754)
- Karlskirche Volders (1765) [5]
- Samostanska cerkev v Ettal (1769)
- Opatija Neresheim (1770-1775)
- Opatijska cerkev Gries v Bolzanu (1772-1775)
- Palača Taxis v Innsbrucku (1785/86)
- Lovski grad Gerstburg v Bolzanu, stropna freska Prihod Aurore

### Oltarne slike (izbor)
- Veliki oltar za Karlskirche Volders (1767)
- Servitenkirche v Innsbrucku
- Župnijska cerkev Steinach am Brenner
- Glavna oltarna slika Sveti Jurij ubija zmaja, Deutschhauskirche v Bolzanu (1799)